# 152mm houfnice 2A65
2A65 Msta-B je tažená houfnice ráže 152 mm. Je určena k ničení dělostřeleckých baterií, obranných struktur, velitelských stanoviští, živé síly, dělostřelectva a jiné vojenské techniky.
Lze ji považovat za poslední v dlouhé řadě polních houfnic vyvinutých v Sovětském svazu. V současnosti je Msta-B provozována ruskou armádou, jakož i několika zeměmi bývalého Sovětského svazu - Běloruskem, Kazachstánem, Gruzií a Ukrajinou.

## Vývoj
V polovině 70. let vznikla v Sovětském svazu potřeba radikální modernizace dělostřeleckých systémů a přechodu na jednotnou ráži v rámci jednotlivých útvarů pozemních sil. Kanony ráže 120, 130, 152, 180 a 203 mm měl nahradit jediný dělostřelecký systém ráže 152 mm. Měl být vyvinut v tažené (Msta-B) a samohybné verzi (tou se za několik let stala Msta-S). Vývojem byla pověřena konstrukční kancelář Barikády (dnes Ústřední konstrukční kancelář Titan) pod vedením G. I. Sergejeva. Práce na vývoji houfnice Msta-B začaly v roce 1976. Hlavní požadavky na nový dělostřelecký systém byly: zvětšit dostřel, zvětšit náměr, zvýšit účinek střely na cíl a zlepšit manévrovatelnost. Msta-B měla v hlavních charakteristikách překonávat houfnice D-1, ML-20 a D-20, které byly v té době zavedeny v sovětské armádě. V roce 1986 byly práce na vývoji Msta-B ukončeny a houfnice byla zařazena do služby. Sériová výroba nového dělostřeleckého systému byla spuštěna v následujícím roce.

## Konstrukce
Msta-B je umístěna na jednoosém dvoukolém podvozku, podstavu má s dvouramennou sklápěcí lafetou. Je vybavena poloautomatickým uzávěrem, jakož i dvěma pružinovými podavači pro podávání granátů a nábojek. Také je vybavena hydraulickým zvedákem ke střelbě při vyvěšení kol a hydraulickým zařízením proti zpětnému rázu s kapalinovým chlazením. K ochraně mechanismu houfnice a její 8-členné posádky před malými šrapnely a kulkami slouží krycí štít.
V současnosti se jako tahač pro Mstu-B nejčastěji používá Ural-4320 s pohonem šesti kol. Může však být tažena i obrněným transportérem MT-LB. Přestože v minulosti táhly houfnici hlavně čtyřnápravová vozidla KamAZ-6350, dnes se pro tyto účely používá i obyčejný KamAZ-5350. Při tažení houfnice po dálnici je možné jet rychlostí až 80 km/h, při jízdě po nerovném terénu do 20 km/h.  
Houfnice má odměr doleva 28° a doprava 27°. Náměr je v rozmezí od -3° do +70°. Dostřel při použití klasické tříštivo-trhavé munice je 24,7 km, při použití munice 3OF61 s dnovým generátorem plynu 28,9 km. Při laserovém ozáření cíle lze použít i naváděnou munici 3OF39. Laserový značkovač-dálkoměr je součástí přenosného komplexu automatizovaného řízení palby „Malachit“. Malé cíle (například tank) mohou být v noci ozářeny na vzdálenost 4 km a během dne na 5-7 km. Větší cíle dokáže zařízení označkovat až na vzdálenost 15 km. Rychlost střelby je 7-8 výstřelů za minutu. Úsťová rychlost projektilu 850 m/s a jeho hmotnost 43,56 kg.

## Nasazení
Houfnice Msta-B byly ruskou armádou nasazeny v druhé čečenské válce. Na Donbase byly tyto houfnice používány oběma bojujícími stranami - jednak ukrajinskou armádou, ale také Ruskem podporovanými separatisty. V roce 2014 zakoupila houfnice 2A65 Msta-B irácká vláda, která je nasadila v bojích proti teroristům Islámského státu.
V roce 2015 dovezlo Rusko do Sýrie houfnice Msta-B. Ty zpočátku ve spolupráci s radarovým systémem Zoopark-1M kryly leteckou základnu Hmímím. Později však byly ruskými silami použity při dobývání měst Palmýra a Aleppo. Kromě klasické tříštivě-trhavé munice byla použita i přesně naváděná munice 3OF39 Krasnopol.

## Varianty
- M-390 - exportní verze 2A65 ráže 155 mm vyvinutá továrnou č. 9 v Jekatěrinburgu.[8]
- MZ-146-1 - Jedná se také o exportní 155mm verzi, která se veřejnosti poprvé ukázala v roce 2008. Oproti originálu je tento typ vybaven ejektorem.

## Uživatelé

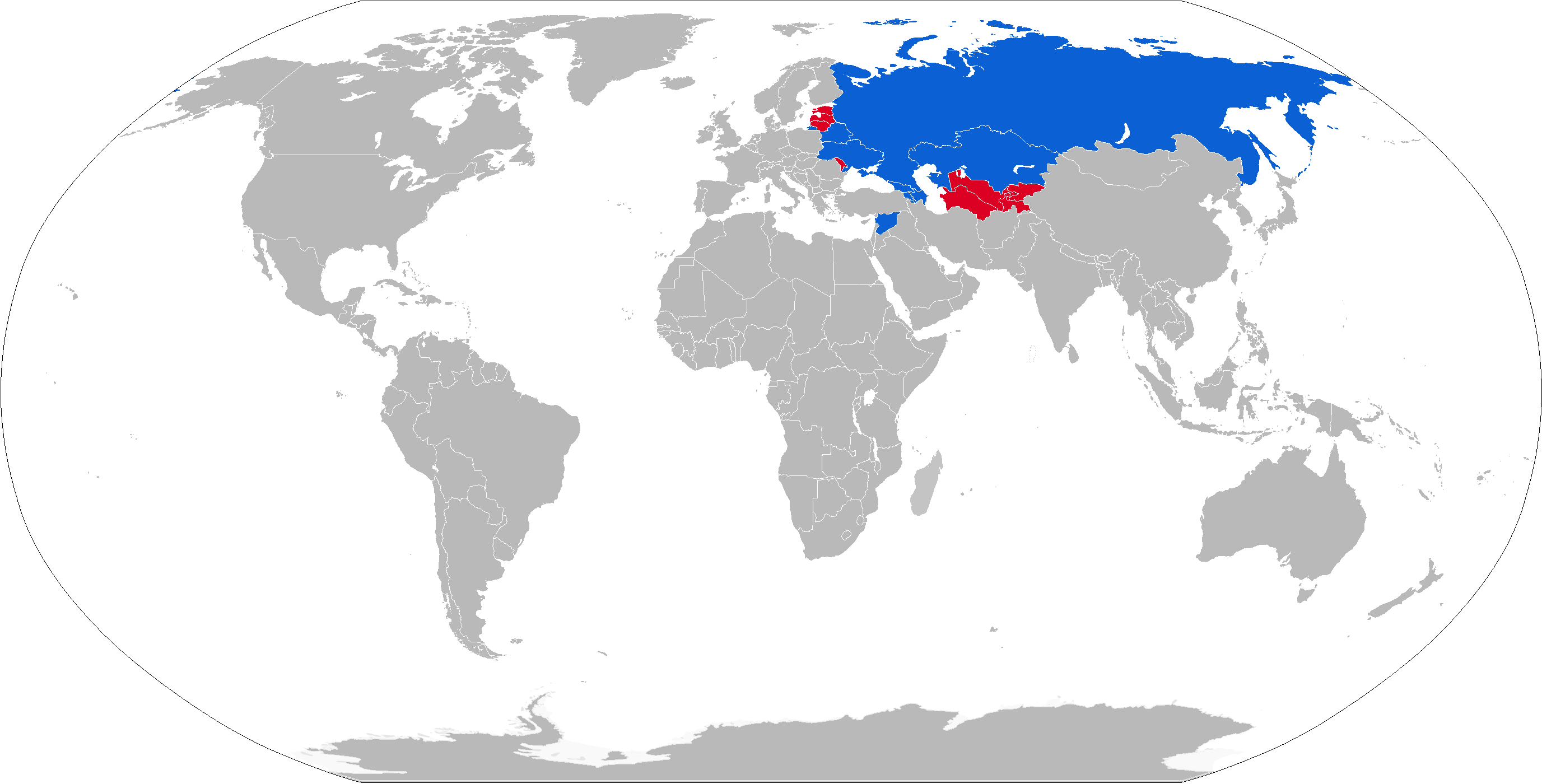
Mapa uživatelů 2A65 modře, bývalí v červené barvě

- Bělorusko: 108[9]:s.187–188
- Gruzie: 10[9]:s.191
- Kazachstán: 50[9]:s.189
- Rusko[9]:s.196
- Turkmenistán: 6[9]:s.210
- Ukrajina: 130[9]:s.212